# جیمی برایان
جیمز ارنست برایان (انگلیسی: James Ernest Bryan؛ زادهٔ ۲۸ ژانویهٔ ۱۹۲۶ در فینیکس، آریزونا، درگذشتهٔ ۱۹ ژوئن ۱۹۶۰ در لنگ‌هورن، پنسیلوانیا) رانندهٔ مسابقات اتومبیل‌رانی اهل ایالات متحده آمریکا بود که از فصل ۱۹۵۱ تا ۱۹۶۰ در مجموع در ۱۰ گراند پری از مسابقات جهانی فرمول یک شرکت کرد.
برایان در طول دوران فعالیت خود در فرمول یک ۳ بار بر روی سکو رفت، مجموعاً ۱ بار به پیروزی دست یافت و ۱۸ امتیاز را به نام خود به‌ثبت رساند.
برایان در ۱۹ ژوئن ۱۹۶۰ بر اثر تصادف رانندگی در یکی از پرحادثه‌ترین روزهای مسابقات اتومبیل‌رانی در لنگ‌هورن، پنسیلوانیا درگذشت.